# Liste der Herzöge der Normandie
Die Liste der Herzöge der Normandie enthält alle mittelalterliche Herrscher des historischen französischen Herzogtums Normandie von deren Entstehung vom Jahr 911 an bis zu ihrer Integration in die französische Krondomäne im Jahr 1204, sowie die mit ihr apanagierten Prinzen des königlichen Hauses.

Das seit dem späten 12. Jahrhundert bekannte Wappen der Normandie.

Die Liste der Herzöge beginnt mit dem Wikingerführer Rollo, der sich 911 taufen und von König Karl III. dem Einfältigen Land am Unterlauf der Seine um Rouen als Lehen zugewiesen bekam. Welche Titel die ersten beiden Normannenfürsten allerdings trugen, ist nicht eindeutig auszumachen, da zu ihnen keine zeitgenössische Urkunden erhalten sind. Von mittelalterlichen Geschichtsschreibern wurden sie rückwirkend jedoch freilich als Herzöge bezeichnet. Richard I. Ohnefurcht wird in den zwei erhaltenen an ihn ausgestellten Urkunden (968, 990) unterschiedlich als Markgraf (marchio), Fürst der Normannen (princeps Normannorum) und als Graf (comes) betitelt. Das Kartular der Abtei Saint-Père-en-Vallée bei Chartres nennt ihn bereits Herzog (dux), aber erst im Urkundenverkehr seines Sohnes Richard II. dem Guten ist dieser Titel (Normannorum dux), neben vielen anderen, erstmals im Jahr 1006 für den offiziellen Gebrauch belegt. Von da an blieb bis 1204 der Herzogstitel gleichberechtigt neben anderen in Gebrauch. In von der Kanzlei der französischen Könige ausgehenden Urkunden wurden die Normannenfürsten fast ausschließlich als Grafen bezeichnet.

## Liste der Herzöge der Normandie

### Normannische Dynastie (Rolloniden)
| Bild                                              | Name Alternativnamen (Lebensdaten)                                                                                  | Regierungszeit       | Verwandtschaft | Anmerkungen |
| ------------------------------------------------- | --- | -------------------- | --- | --- |
|                                                   | Rollo Hrólf (* ?; † 931/932)                                                                                        | 911–931/932          | | Anführer eines Normannenheers, das plündernd durch den Norden des westfränkischen Regnums zog und im Juli 911 bei Chartres von einer Koalition unter Robert von Neustrien, Richard dem Gerichtsherrn und Ebalus Manzer geschlagen wurde. Darauf wurde ihm im Vertrag von Saint-Clair-sur-Epte von König Karl III. dem Einfältigen das Land um Rouen zugewiesen, um das die Normandie erstand. |
|                                                   | Wilhelm I. Langschwert Vilhjálmr Langaspjót (* ?; † 17. Dezember 942)                                               | 931/932–942          | Sohn des Vorgängers | |
|                                                   | Richard I. der Furchtlose Richard Sans-Peur (* um 935; † 20. November 996)                                          | 942–996              | Sohn des Vorgängers | Nahm im Machtkampf zwischen den Karolingern und Kapetingern Partei für letztere und nahm König Ludwig IV. gefangen. War Schutzherr des jungen Hugo Capet, dessen Wahl zum König er 987 unterstützte. |
|                                                   | Richard II. der Gute Richard le Bon (* ?; † 1026)                                                                   | 996–1026             | Sohn des Vorgängers | |
|                                                   | Richard III. (* um 1001; † 6. August 1027)                                                                          | 1026–1027            | Sohn des Vorgängers | |
|                                                   | Robert I. der Prächtige Robert le Magnifique (* ?; † 22. Juli 1035)                                                 | 1027–1035            | Bruder des Vorgängers | |
|                                                   | Wilhelm II. der Bastard / der Eroberer Guillaume le Bâtard Guillaume le Conquérant (* 1027/28; † 9. September 1087) | 1035–1087            | unehelicher Sohn des Vorgängers | Setzte sich mit der Unterstützung König Heinrichs I. in harten Kämpfen gegen Konkurrenten durch. Schuf eine straff geführte und zentralisierte Hofverwaltung und emanzipierte sich erfolgreich von der Oberhoheit des französischen Königs. Beanspruchte die Nachfolge Eduards des Bekenners auf den englischen Thron, führte 1066 die Invasion auf der britischen Insel (Wilhelm der Eroberer) und besiegte in der Schlacht bei Hastings seinen Rivalen Harald II. Im Anschluss unterwarf er das angelsächsische Königreich und begründete das „anglo-normannische Reich“.                                                    |
|                                                   | Robert II. Kurzhose Robert Courteheuse (* 1051/52; † 1134)                                                          | 1087–1106            | Sohn des Vorgängers | Rebellierte gegen seinen Vater, worauf ihm die Nachfolge auf den englischen Thron verwehrt wurde, konnte als ältester Sohn aber das normannische Herzogtum übernehmen. Nahm von 1096 bis 1100 am ersten Kreuzzug teil, wofür er in seiner Abwesenheit die Regierung in der Normandie seinem Bruder, König Wilhelm II. Rufus, übertrug. Nach seiner Rückkehr unterlag er im Machtkampf um den englischen Thron gegen seinen jüngsten Bruder Heinrich Beauclerc. Von diesem wurde er schließlich in der Schlacht bei Tinchebray 1106 geschlagen und in die Gefangenschaft geführt, in der er die letzten Lebensjahre verbrachte. |
|                                                   | Heinrich I. Beauclerc Henri Beauclerc (* um 1068; † 1. Dezember 1135)                                               | 1106–1135            | Bruder des Vorgängers | Vereinte 1106 das Reich seines Vaters und verteidigte es gegen die Ansprüche seines Neffen Wilhelm Clito. Besiegte diesen und den König von Frankreich 1119 in der Schlacht von Brémule. |
| Wilhelm Ætheling (* um 1103; † 25. November 1120) | 1120 | Sohn von Heinrich I. | Designierter Erbe seines Vaters. Im Zuge eines vertraglichen Ausgleichs zwischen dem Vater und dem französischen König huldigte William Ætheling 1120 gegenüber König Ludwig VI. „so wie einst Rollo [zu Karl III.] geschworen hat“. Kurz darauf starb er beim Untergang des weißen Schiffs, woraufhin Heinrich seine Tochter Matilda „die Kaiserin“ zur Erbin bestimmte. | |
|                                                   | Stephan Étienne de Blois (* 1097; † 25. Oktober 1154)                                                               | 1135–1144            | Neffe des Vorgängers | Usurpierte den anglo-normannischen Thron gegen seine Cousine Matilda und löste damit einen Bürgerkrieg (the Anarchy) aus. 1144 wurde die Normandie von Matildas Ehemann erobert. |

### Angevinische Dynastie (Plantagenet)
| Bild | Name Alternativnamen (Lebensdaten)                                                | Regierungszeit        | Verwandtschaft | Anmerkungen |
| --- | --------------------------------------------------------------------------------- | --------------------- | --- | --- |
| | Gottfried Plantagenet (* 24. August 1113; † 7. September 1151)                    | 1144–1150             | Ehemann von Matilda | Graf von Anjou. Eroberte während des Krieges gegen Stephan die Normandie und wurde von den normannischen Großen als Herzog anerkannt. Überließ das Herzogtum 1150 seinem Sohn. |
| | Heinrich II. Kurzmantel Henri Court-manteau (* 5. März 1133; † 6. Juli 1189)      | 1150–1189             | Sohn des Vorgängers | Durch Huldigung an König Ludwig VII. im Sommer 1151 als Herzog anerkannt. Begründete durch seine Ehe mit Eleonore von Aquitanien das „angevinische Reich“. Befand sich im ständigen Kampf gegen seine Söhne und den französischen König. |
| Heinrich der Jüngere Henri le jeune roi (* 28. Februar 1155; † 11. Juni 1183) | 1160–1183                                                                         | Sohn von Heinrich II. | Huldigte mit Zustimmung des Vaters 1160 als Herzog der Normandie gegenüber Ludwig VII., ohne vom Vater an der tatsächlichen Macht beteiligt zu werden. 1170 zum Mitkönig des Vaters in England gekrönt. Starb beim Aufstand gegen diesen. | |
| | Richard IV. Löwenherz Richard Cœur de Lion (* 8. September 1157; † 6. April 1199) | 1189–1199             | Sohn des Vorgängers | Huldigte bereits 1188 dem König Philipp II. August für die Normandie, konnte aber erst nach dem Tod des Vaters die Herrschaft übernehmen. Führte den dritten Kreuzzug (1190–1192) an und geriet in Gefangenschaft des römisch-deutschen Kaisers. Behauptete sich anschließend erfolgreich gegen den französischen König im Kampf um seine kontinentalen Besitzungen. Starb bei der Unterwerfung einer seiner Vasallen.               |
| | Johann Ohneland Jean sans Terre (* 24. Dezember 1167; † 19. Oktober 1216)         | 1199–1204             | Bruder des Vorgängers | Unter ihm brach das angevinische Reich zusammen. Per Gerichtsurteil wurde er von Philipp II. August all seiner Besitzungen in Frankreich für verlustig erklärt. Am 1. Juni 1204 kapitulierte Rouen, in das der französische König wenig später einzog und die Vereinigung der Normandie mit der königlichen Domäne vollzog. Johann Ohneland akzeptierte diesen Verlust im Waffenstillstandsvertrag von Thouars vom 13. Oktober 1206. |
| Ende der anglo-normannischen Personalunion nach 138 Jahren durch Vereinigung der Normandie mit der französischen Krondomäne im Juni 1204. Im Vertrag von Paris (1259) leistete König Heinrich III. von England einen endgültigen Erbverzicht auf die Normandie. |                                                                                   |                       | | |

### Apanagierte Herzöge aus königlichem Haus
| Bild | Name Alternativnamen (Lebensdaten)                                       | Regierungszeit | Verwandtschaft             | Anmerkungen                                          |
| --- | ------------------------------------------------------------------------ | -------------- | -------------------------- | ---------------------------------------------------- |
| | Johann der Gute Jean le Bon (* 16. April 1319; † 8. April 1364)          | 1332–1350      | Sohn von König Philipp VI. | Bestieg 1350 als Johann II. den französischen Thron. |
| | Karl der Weise Charles le Sage (* 21. Januar 1338; † 16. September 1380) | 1355–1364      | Sohn von König Johann II.  | Bestieg 1364 als Karl V. den französischen Thron.    |
| Zwischen den Jahren 1418 und 1450 war die Normandie von England okkupiert, dessen Könige einen Anspruch auf den französischen Thron erhoben (siehe Hundertjähriger Krieg). |                                                                          |                |                            |                                                      |
| | Karl von Valois (* 28. Dezember 1446; † 24. Mai 1472)                    | 1465–1469      | Sohn von König Karl VII.   | Tauschte 1469 die Normandie gegen die Guyenne ein.   |
| Endgültige Vereinigung der Normandie mit der Krondomäne. |                                                                          |                |                            |                                                      |

weitere Verwendung des Titels:
- Louis Charles de Bourbon (1785–1795), Sohn von König Ludwig XVI. und Dauphin von Frankreich, 1785 mit dem Titel duc de Normandie ausgestattet

## Duke of Normandy
Wilhelm der Eroberer hatte 1066 eine Personalunion zwischen der Normandie und England begründet, die heute als „anglo-normannisches Reich“ bekannt ist und die 1153 zum „angevinischen Reich“ der Plantagenets erweitert wurde. Diese Union wurde 1204 durch König Philipp II. August von Frankreich durch Besetzung der Normandie beendet. Vom alten Herzogtum verblieben lediglich die normannischen Kanalinseln bis heute im Besitz der englischen (und heute britischen) Krone.
Der englische Titel eines Duke of Normandy existiert formal nicht mehr, seitdem Heinrich III. 1259 endgültig und für alle seine Nachkommen darauf verzichtet hat. Der britische Monarch herrscht heute in seiner Funktion als König des Vereinigten Königreiches über die Kanalinseln. Dennoch ist es aus Tradition  üblich, den britischen Monarch auf den Kanalinseln als „Duke of Normandy“ (oder „Our duke, the King (Queen)“, bzw. „The King (Queen), our duke“) anzusprechen. Auch Königin Elisabeth II. bevorzugte übrigens die männliche Form duke.